# Kings of Oblivion
Kings of Oblivion (рус. Короли забвения) — третий студийный альбом рок-группы Pink Fairies, выпущенный в июне 1973 года на лейбле Polydor. Альбом был назван по строчке из песни Дэвида Боуи «The Bewlay Brothers».

## Об альбоме
После выпуска второго альбома What a Bunch of Sweeties, гитарист/вокалист Пол Рудольф ушёл из группы в Hawkwind, где заменил Лемми. Место Рудольфа в Pink Fairies занял Мик Уэйн. Однако Дункан Сандерсон и Расселл Хантер, записавшие вместе с ним двойной сингл «Well, Well, Well» / «Hold On», были недовольны музыкальным направлением в котором Уэйн вёл группу, поэтому заменили его Ларри Уоллисом, до этого игравшим в UFO. После выпуска альбома группа решила продолжить гастроли, но Уоллис, который хотел быть в «очень глянцевитой рок-группе с двумя гитарами», не разделял с Сандерсоном и Хантером позицию «довольствоваться тем, чтобы встать и джемовать десять минут». В итоге Уоллис ушёл из Pink Fairies и присоединился к новой группе Лемми Motörhead.

## Список композиций
| №  | Название               | Автор(ы)                            | Длительность |
| -- | ---------------------- | ----------------------------------- | ------------ |
| 1. | «City Kids»            | Ларри Уоллис / Дункан Сандерсон     | 3:45         |
| 2. | «I Wish I Was a Girl»  | Уоллис                              | 9:41         |
| 3. | «When's the Fun Begin» | Уоллис / Мик Фаррен                 | 6:13         |
| 4. | «Chromium Plating»     | Уоллис                              | 3:48         |
| 5. | «Raceway»              | Уоллис                              | 4:08         |
| 6. | «Chambermaid»          | Уоллис / Сандерсон / Расселл Хантер | 3:18         |
| 7. | «Street Urchin»        | Уоллис                              | 7:07         |

| №   | Название                                 | Автор(ы)                  | Длительность |
| --- | ---------------------------------------- | ------------------------- | ------------ |
| 8.  | «Well, Well, Well» (сингл-версия)        | Мик Уэйн                  | 3:59         |
| 9.  | «Hold On» (сингл-версия)                 | Уэйн / Сандерсон / Хантер | 4:10         |
| 10. | «City Kids» (альтернативный микс)        | Уоллис / Сандерсон        | 3:42         |
| 11. | «Well, Well, Well» (альтернативный микс) | Уэйн                      | 3:20         |

## Участники записи
- Ларри Уоллис — вокал, гитара
- Мик Уэйн — вокал и гитара (лишь на бонус-треках «Well, Well, Well» и «Hold On» CD-переиздания)
- Дункан Сандерсон — бас-гитара
- Расселл Хантер — ударные